# Euparagia desertorum
Euparagia desertorum är en stekelart som beskrevs av Richard Mitchell Bohart 1948. Euparagia desertorum ingår i släktet Euparagia och familjen Masaridae. Inga underarter finns listade i Catalogue of Life.